# هجمات أربيل الصاروخية 2022
وقعت هجمات أربيل الصاروخية 2022 في 13 مارس 2022 عندما قام الحرس الثوري الإيراني بإطلاق صواريخ باليستية متعددة من محافظة أذربيجان الشرقية، إيران باتجاه مدينة أربيل عاصمة إقليم كردستان العراق. ضربت الصواريخ الباليستية الهدف في الساعة 1:20 صباحًا، وهو نفس وقت اغتيال اللواء قاسم سليماني بضربة أمريكية بطائرة مسيرة في عام 2020.
وبحسب ما ورد أطلقت صواريخ فاتح 110 البالستية من إيران. وقال الحرس الثوري الإيراني إن الهدف كان المركز الاستراتيجي الإسرائيلي في أربيل. وذكرت السلطات الكردية أن من بين الأماكن التي أصابتها الصواريخ القنصلية الأمريكية بالمدينة وحي سكني. وأصيب مدني جراء الهجوم. وبحسب أحد المسؤولين الأمريكيين، فإن الأهداف شملت مبان كان يشتبه في أن خلية الموساد تعمل فيها، وفقا لمحادثة مع نظير عراقي. وفي اليوم التالي، أعلن الحرس الثوري الإيرانيمسؤوليته عن الهجوم.

## خلفية
قبل أيام قليلة، أصدر الحرس الثوري الإيراني بيانًا تعهد فيه بأن إسرائيل ستدفع ثمن مقتل إحسان كربلاء بور ومرتضى سعيد نجاد، وهما عقيدان من الحرس الثوري الإيراني قُتلا في غارة جوية إسرائيلية على مشارف دمشق في سوريا في 7 مارس 2022. وحضر الجنازة اللواء حسين سلامي القائد العام للحرس الثوري الإيراني واللواء أمير علي حاجي زاده.

## ردود الفعل
استدعى العراق السفير الإيراني للاحتجاج على الهجوم الصاروخي، مستنكرًا "الانتهاك الصارخ للسيادة العراقية"، واحتج العراق على الضربات الصاروخية التي تسببت في "خسائر مادية" و "أضرار لمنشآت ومنازل مدنية". ورد رجل الدين الشيعي العراقي مقتدى الصدر على الهجوم بالتغريد "لا ينبغي أن تكون أراضي العراق من الجنوب إلى الشمال ومن الشرق إلى الغرب جزءًا من الصراعات، وأن" تورط العراق "في الصراعات سابقة خطيرة، في حين دعا على الجهات المختصة إرسال خطاب احتجاج إلى الأمم المتحدة على الفور واستدعاء السفير الإيراني. كما ندد الضربات الجوية من قبل رئيس الوزراء العراقي مصطفى الكاظمي، ووزارة الخارجية الأمريكية، والرئيس العراقي برهم صالح، والرئيس الكردي العراقي السابق مسعود بارزاني، ووصف الاثنان الآخران الهجوم بأنه هجوم إرهابي.
أشاد قيس الخزعلي، زعيم عصائب أهل الحق، وهي حزب سياسي شيعي عراقي متطرف وجماعة شبه عسكرية، بالغارة الجوية، زاعمًا أن لديه معلومات عن الوجود الإسرائيلي وأن ما قصف في أربيل كان مقرًا للموساد. وذكر أيضًا أنه حتى لو قرر محمد بن سلمان آل سعود قصف مقر إسرائيلي في العراق، «فلن يدين ذلك». في 21 مارس 2022، حذر جعفر الحسيني، المتحدث باسم حركة كتائب حزب الله العراقية، من أن أنشطة وكالة التجسس الإسرائيلية الموساد في إقليم كردستان شبه المستقل يمكن أن يؤدي إلى صراع بين العراق وجيرانه. بينما رفض المسؤولون الإسرائيليون التعليق.